# Hello Neighbor
Hello Neighbor é um jogo eletrônico de survival horror e stealth desenvolvido pela Dynamic Pixels e publicado pela tinyBuild. Utilizando o Unreal Engine 4 como motor gráfico, o jogo foi primeiramente lançado para Microsoft Windows e Xbox One no dia 8 de dezembro de 2017, sendo portado para PlayStation 4 e aparelhos móveis em julho de 2018. O jogo também recebeu uma porta para o Stadia em 1 de Setembro de 2020. O objetivo do jogador, basicamente, é explorar a casa de seu vizinho e descobrir segredos sobre o mesmo. A inteligência artificial do jogo modifica o modo que o vizinho se comporta baseado no comportamento de quem joga, podendo, por exemplo, colocar armadilhas em lugares específicos.

## História
Em Hello Neighbor, um garoto chamado Nicky Roth está jogando futebol na frente da sua casa, quando ouve gritos vindos da casa de Theodore Peterson, seu vizinho da frente que se comporta de um modo paranóico e parece esconder algo, então Nicky decide investigar o que está acontecendo naquela casa. Após resolver uma série de quebra-cabeças para entrar no porão, Nicky é pego por Theodore e é preso em uma sala que parece ser um cativeiro, logo, seu único objetivo é fugir daquele lugar.
Anos depois, Nicky está se mudando da cidade grande para a casa em que morava quando era criança, e encontra, onde era a antiga casa de seu vizinho, apenas destroços após a demolição da mesma. Relembrando o trauma que tinha daquela casa, resolve dormir no sofá. Instantes depois, Nicky acorda ouvindo os mesmos gritos que ouviu quando era criança, desta vez, vinham da casa do vizinho que parecia ter magicamente se transformado em uma residência gigante que quebrava as leis da física. Seu objetivo então, é o mesmo; entrar na casa e investigar a origem dos gritos vindos do porão de Theodore.

## Jogabilidade
Durante o jogo, a tarefa de quem joga é entrar na casa do vizinho, resolver uma série de quebra-cabeças e pegar os itens necessários para que possa acessar o porão, onde está o segredo. À medida que Nicky explora a moradia do vizinho, deve evitar ser visto pelo suspeito homem ou será por ele perseguido e, talvez, capturado. Também deve evitar armadilhas espalhadas pelo cenário. Um modo do jogador se defender do vizinho é atordoando-o ao arremessar objetos contra ele. Se capturado ou gravemente ferido, Nicky volta para sua residência e deverá invadir novamente a casa do vizinho, agora com armadilhas e objetos devidamente realocados levando em conta a performance anterior de Nicky.
O jogo é dividido em quatro partes: Ato 1, Ato 2, Ato 3 e Ato Final. Hello Neighbor é jogado em primeira pessoa e o jogador deve mirar nos objetos que deseja interagir, jogar ou simplesmente segurar. Até quatro itens podem ser mantidos no inventário e objetos do mesmo tipo não podem ser armazenados juntos no mesmo espaço, o que pode aumentar a dificuldade do jogo.